# Villa San Esteban
Villa San Esteban es una localidad situada en el departamento San Justo, provincia de Córdoba, Argentina.
Se encuentra ubicada a 228 km de la Ciudad de Córdoba, en la pedanía Sacanta.
Existen en la localidad un dispensario, una escuela primaria, un puesto policial y un edificio comunal en el cual se efectúan gran parte de las funciones administrativas.

## Geografía

### Población
Cuenta con 82 habitantes (Indec, 2010), lo que representa un incremento del 24% frente a los 66 habitantes (Indec, 2001) del censo anterior.
| Gráfica de evolución demográfica de Villa San Esteban entre 1991 y 2010 |
|                                                                         |
| Fuente: Censos nacionales del INDEC                                     |

### Clima
El clima es templado con estación seca, registrándose una temperatura media anual de 25 °C aproximadamente. En invierno se registran temperaturas inferiores a 0 °C y superiores a 35 °C en verano.
El régimen anual de precipitaciones es de aproximadamente 800 mm.

### Sismicidad
La sismicidad de la región de Córdoba es frecuente y de intensidad baja, y un silencio sísmico de terremotos medios a graves cada 30 años en áreas aleatorias. Sus últimas expresiones se produjeron:
- 22 de septiembre de 1908 (116 años), a las 17.00 UTC-3, con 6,5 Richter, escala de Mercalli VII; ubicación 30°30′0″S 64°30′0″O / -30.50000, -64.50000; profundidad: 100 km; produjo daños en Deán Funes, Cruz del Eje y Soto, provincia de Córdoba, y en el sur de las provincias de Santiago del Estero, La Rioja y Catamarca[3]

- 16 de enero de 1947 (78 años), a las 2.37 UTC-3, con una magnitud aproximadamente de 5,5 en la escala de Richter (terremoto de Córdoba de 1947)[2]

- 28 de marzo de 1955 (70 años), a las 6.20 UTC-3 con 6,9 Richter: además de la gravedad física del fenómeno se unió el desconocimiento absoluto de la población a estos eventos recurrentes (terremoto de Villa Giardino de 1955)

- 7 de septiembre de 2004 (20 años), a las 8.53 UTC-3 con 4,1 Richter

- 25 de diciembre de 2009 (15 años), a las 21.42 UTC-3 con 4,0 Richter

## Historia
La villa fue fundada en el siglo XX por don Esteban Olocco -junto a otros colonos-, un inmigrante italiano proveniente de la Región del Piamonte. Este al terminar el servicio militar obligatorio en el Regio Esercito en el año 1894, comienza a trabajar en un aserradero local para recaudar el dinero suficiente para embarcar hacia la Argentina, donde ya se habían instalado sus hermanos.
Una vez que arriba al país permanece un tiempo en Buenos Aires, para después ir a la provincia de Córdoba.

## Economía
La principal actividad económica es la agricultura seguida por ganadería, siendo los principales cultivos la soja y el maíz.
La producción láctea también tiene relevancia en la economía local.